# Palacio (Valle de Villaverde)
Palacio es una localidad del municipio de Valle de Villaverde (Cantabria, España). Está ubicado a una distancia de 1,8 kilómetros de la capital municipal, La Matanza, y se encuentra a 170 metros de altitud sobre el nivel del mar. En el año 2008 Palacio contaba con una población de 62 habitantes (INE).
- Datos: Q6057547